# Списък с епизоди на „Българ“
„Българ“ е сатиричен анимационен уеб сериал, създаден от Неделчо Богданов. Действието се развива в град Несебър, но не описва действителни лица и събития. Главните персонажи са пародийни. Сериалът е предлаган за излъчване на редица български телевизии и в крайна сметка телевизия „Българе“ започва излъчване на сериала.

## Общ преглед
| Сезон | Сезон | Епизоди | Старт                  | Финал                  |
| ----- | ----- | ------- | ---------------------- | ---------------------- |
|       | 1     | 7       | 20 септември 2010      | 29 декември 2010       |
|       | 2     | 4       | 25 октомври 2011       | 29 декември 2011       |
|       | 3     | 8       | 13 юли 2013            | 5 февруари 2014        |
| Филм  | Филм  | Филм    | 28 ноември 2014 (кино) | 28 ноември 2014 (кино) |
| Филм  | Филм  | Филм    | 25 юни 2015 (интернет) |                        |
|       | 4     | 9       | 26 февруари 2014       | 2 юни 2017             |
|       | 5     | TBA     | 4 март 2019            | TBA                    |
| Общо: | Общо: | 29      | 20 септември 2010      | TBA                    |

## Сезони

### Сезон 1
- Този сезон има 7 епизода.

| Цялостен номер | Номер в сезона | Заглавие                                   | Дата на излъчване    |
| -------------- | -------------- | ------------------------------------------ | -------------------- |
| 1              | 1              | Теория на относителността                  | 20 септември 2010 г. |
| 2              | 2              | Любовната афера на Аспарух                 | 11 октомври 2010 г.  |
| 3              | 3              | От местопрестъплението – Несебър           | 25 октомври 2010 г   |
| 4              | 4              | Поучителната история за дебелия престъпник | 9 ноември 2010       |
| 5              | 5              | Супер Спиро                                | 23 ноември 2010 г.   |
| 6              | 6              | Старият фар                                | 9 декември 2010      |
| 7              | 7              | Мандибула                                  | 29 декември 2010     |

### Сезон 2
Втори сезон има 4 епизода, което го прави най-краткия сезон на сериала. Той започва на 25 октомври 2011 и завършва на 29 декември.
| Цялостен номер | № | Заглавие                 | Заглавие                 | Дата на излъчване   |
| -------------- | - | ------------------------ | ------------------------ | ------------------- |
| 8              | 1 | Мандибула 2 – Завръзката | Мандибула 2 – Завръзката | 25 октомври 2011 г. |
| 9              | 2 | Общ епизод               | Средновековието          | 8 ноември 2011 г.   |
| 10             | 3 | Общ епизод               | Средновековието 2        | 29 ноември 2011 г.  |
| 11             | 4 | Въльо                    | Въльо                    | 29 декември 2011 г. |

### Сезон 3
Третият сезон започва на 13 юли 2013 и завършва на 5 февруари 2014. Съдържа 8 епизода. Повечето епизоди на този сезон са със средна дължина 3 минути, за разлика от предишните.
| Цялостен номер | Номер в сезона | Заглавие             | Дата на излъчване   |
| -------------- | -------------- | -------------------- | ------------------- |
| 12             | 1              | Шпионски игри        | 13 юли 2013 г.      |
| 13             | 2              | Филмовият фестивал   | 9 септември 2013 г. |
| 14             | 3              | Мис България         |                     |
| 15             | 4              | Екскурзия в Америка  | 30 октомври 2013 г. |
| 16             | 5              | Да помогнем на Данчо | 5 ноември 2013 г.   |
| 17             | 6              | Под прикритие        |                     |
| 18             | 7              | Макдрайв             | 5 февруари 2014 г.  |
| 19             | 8              | На Южния плаж        | 5 февруари 2014 г.  |

### Сезон 4
Четвърти сезон е най-дългият в поредицата – 9 епизода. Той е и най-дълго излъчваният – над 3 години.
| Цялостен номер | Номер в сезона | Заглавие                             | Заглавие                             | Премиерна дата      |
| --- | -------------- | ------------------------------------ | ------------------------------------ | ------------------- |
| 20 | 1              | Хобит                                | Хобит                                | 26 февруари 2014    |
| Този епизод е излъчен непосредствено след трети сезон, но е добавен към четвърти.                                                            |                |                                      |                                      |                     |
| 21 | 2              | Мандибула 3 – Развръзката            | Мандибула 3 – Развръзката            | 27 април 2015 г.    |
| 22 | 3              | Сървайвър                            | Сървайвър                            | 11 май 2015 г.      |
| Този епизод е произведен като 20-и, но е излъчен като 22-ри. Той се определя като „Специален 20-и епизод“. Истинският 20-и епизод е „Хобит“. |                |                                      |                                      |                     |
| 23 | 4              | Кибик Брадър                         | Кибик Брадър                         | 30 ноември 2015 г.  |
| 24 | 5              | Лабиринтът на времето (промо епизод) | Лабиринтът на времето (промо епизод) | 23 декември 2015 г. |
| 25 | 6              | Общ епизод                           | Приключение в Космоса – Епизод 1     | 12 юни 2016 г.      |
| 26 | 7              | Общ епизод                           | Приключение в Космоса – Епизод 2     | 25 октомври 2016 г. |
| 27 | 8              | Общ епизод                           | Приключение в Космоса – Епизод 3     | 15 декември 2016 г. |
| 28 | 9              | Общ епизод                           | Приключение в Космоса – Епизод 4     | 2 юни 2017 г.       |
| Тези 4 епизода образуват "Българ – Филмът 2: Приключение в космоса"                                                                          |                |                                      |                                      |                     |

### Сезон 5
Във видео на Чоко и Пикпук, качено на 11 юли 2017 г., Неделчо Богданов поднови Българ за V сезон. Няма данни за премиерата.
| Цялостен номер | Номер в сезона | Заглавие                       | Дата на излъчване |
| -------------- | -------------- | ------------------------------ | ----------------- |
| 29             | 1              | По следите на изгубената карта | 4 март 2019 г.    |